# Neiokõsõ
Neiokõsõ er en estisk musikgruppe. De repræsenterede Estland i Eurovision Song Contest 2004 med sangen "Tii" (Vej) som endte på en 11. plads i semi finalen med 57 point. Sangen blev sunget i Võro sproget, som bliver talt i det sydøstlige Estland.